# Władysław Zembocki
Władysław Zembocki herbu Rogala – cześnik starodubowski od 1669 roku, rotmistrz Jego Królewskiej Mości.
W 1674 roku był elektorem Jana III Sobieskiego z Księstwa Żmudzkiego.